# واکسن کووید-۱۹ سینوفارم دابلیوآی‌بی‌پی
واکسن کووید-۱۹ سینوفارم دابلیوآی‌بی‌پی (به انگلیسی: Sinopharm WIBP COVID-19 vaccine) که با نام دابلیوآی‌بی‌پی-کروی (به انگلیسی: WIBP-CorV) نیز شناخته می‌شود، یکی از دو واکسن غیرفعال شده ویروس کووید-۱۹ است که توسط سینوفارم تولید شده‌است. نتایج بررسی‌شده نشان می‌دهد دابلیوآی‌بی‌پی-کروی ۷۲٫۸٪ در برابر موارد علامت‌دار و ۱۰۰٪ در موارد شدید (۲۶ مورد در گروه واکسینه در مقابل ۹۵ مورد در گروه دارونما) مؤثر است. دیگر واکسن غیرفعال شده ویروس کووید-۱۹ که توسط سینوفارم تولید شده‌است بی‌بی‌آی‌بی‌پی-کروی است که در مقایسه با این واکسن موفق‌تر است. انتظار می‌رود سالانه ۱ میلیارد دوز از این واکسن تولید شود.

## اثربخشی
در ماه مه ۲۰۲۱، نتایج بررسی‌شده منتشرشده در جاما از فاز سوم در امارات متحده عربی و بحرین نشان داد دابلیوآی‌بی‌پی-کروی ۷۲٫۸٪ اثربخشی در برابر موارد علامت‌دار و ۱۰۰٪ در برابر موارد شدید (۲۶ مورد در گروه واکسینه در مقابل ۹۵ مورد در گروه دارونما) دارد. در این آزمایشات ۱۲٬۷۴۳ نفر دابلیوآی‌بی‌پی-کروی و ۱۲٬۷۳۷ نفر دارونما دریافت کردند.

## ساخت
در ژوئن ۲۰۲۱، یک کارخانه جدید تولید خود را با ظرفیت تولید ۱ میلیارد دوز سالانه آغاز کرد.

## تاریخچه
در آوریل ۲۰۲۰، چین آزمایشات بالینی برای واکسن کاندید کووید-۱۹ را که توسط مؤسسه محصولات بیولوژیکی پکن سینوفارم (بی‌بی‌آی‌بی‌پی-کروی) و مؤسسه محصولات بیولوژیکی ووهان (دابلیوآی‌بی‌پی-کروی) توسعه یافته بود، تأیید کرد. هردوی این واکسن‌ها واکسن‌های کامل ویروسی غیرفعال شیمیایی برای کووید-۱۹ هستند.
در ۱۳ اوت ۲۰۲۰، مؤسسه محصولات بیولوژیکی ووهان نتایج موقت مطالعات بالینی فاز ۱ (۹۶ بزرگسال) و فاز ۲ (۲۲۴ بزرگسال) را منتشر کرد. این گزارش خاطرنشان کرد که واکسن دارای عوارض جانبی پایینی است و ایمنی‌زایی را نشان می‌دهد، اما ارزیابی طولانی مدت ایمنی و اثربخشی نیاز به آزمایش فاز سوم دارد.

### آزمایشات بالینی
در مارس ۲۰۲۱، دانشگاه کایتانو هردیا که آزمایشات بی‌بی‌آی‌بی‌پی-کروی و دابلیوآی‌بی‌پی-کروی را در پرو انجام می‌دهد، اعلام کرد که آن‌ها به دنبال تعلیق شرکت‌کنندگان در کارآزمایی‌های دابلیوآی‌بی‌پی-کروی برای اثربخشی کمتر آن هستند و در عوض بی‌بی‌آی‌بی‌پی-کروی را به شرکت‌کنندگان ارائه می‌دهند، که این امر کارایی را نشان می‌دهد.

### مجوزها
در ۲۵ فوریه ۲۰۲۱، چین دابلیوآی‌بی‌پی-کروی را برای استفاده عمومی تصویب کرد.
به گفته نیویورک تایمز، دابلیوآی‌بی‌پی-کروی فقط برای استفاده محدود در امارات متحده عربی تأیید شده‌است.
در ۱۹ اوت ۲۰۲۱، فیلیپین دابلیوآی‌بی‌پی-کروی را برای مجوز استفاده اضطراری تأیید کرد.